# Carnation (marque)
 (juin 2020).
Si vous disposez d'ouvrages ou d'articles de référence ou si vous connaissez des sites web de qualité traitant du thème abordé ici, merci de compléter l'article en donnant les références utiles à sa vérifiabilité et en les liant à la section « Notes et références ».
Pour les articles homonymes, voir Carnation.

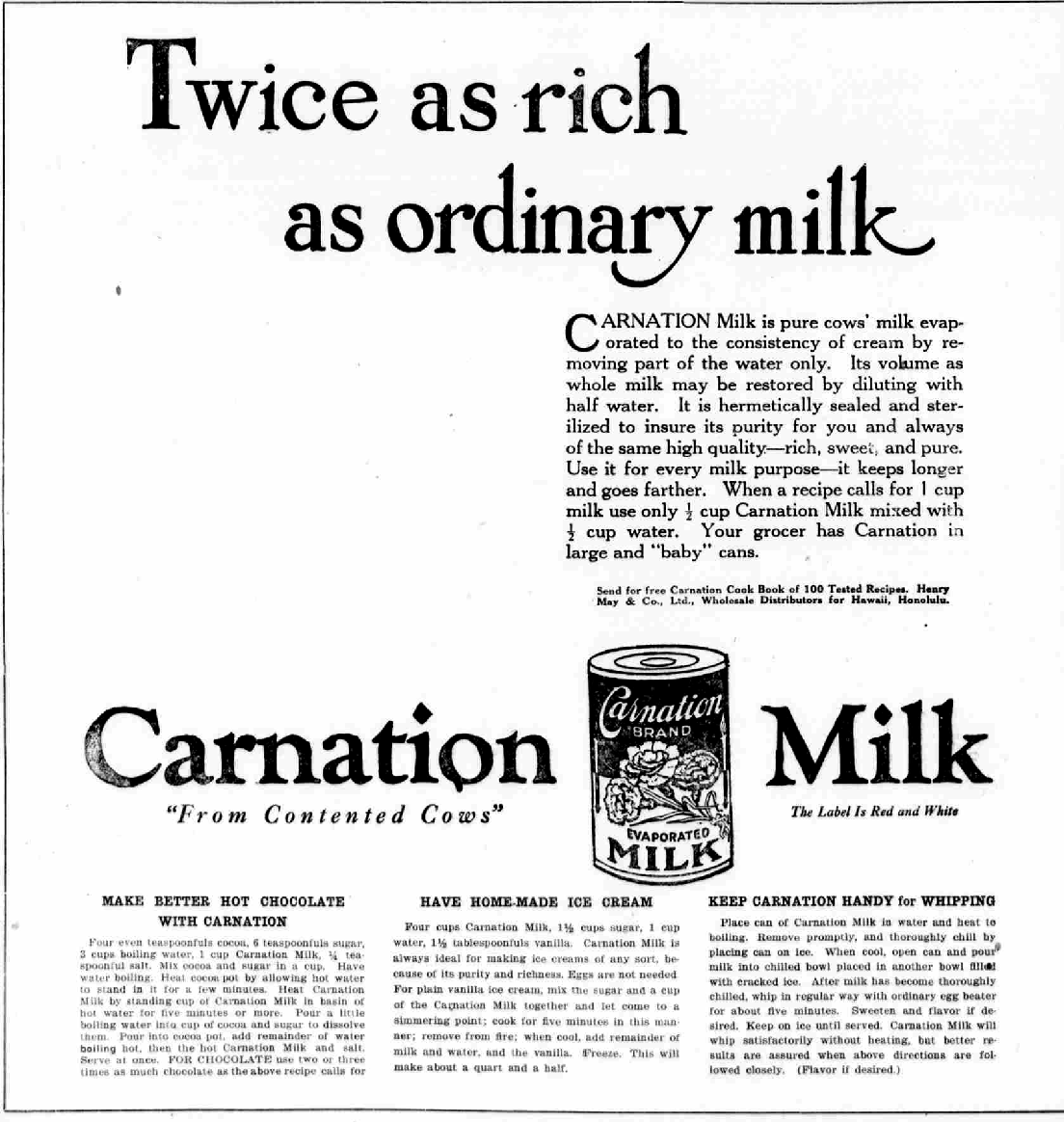
Annonce d'un journal hawaïen pour le lait évaporé Carnation, 1921

Carnation est une marque agroalimentaire américaine, créée en 1899, spécialisée dans le lait concentré.
Elle a été acquise par Nestlé en 1985, diffusée par Alaska Milk Corporation sous licence Nestlé.